# Euochin yangmei
Espèce
Euochin yangmei est une espèce d'araignées aranéomorphes de la famille des Salticidae.

## Distribution
Cette espèce est endémique du Yunnan en Chine,. Elle se rencontre à Chuxiong sur le mont Zixi.

## Description
La carapace du mâle holotype mesure 1,428 mm et l'abdomen 1,156 mm et la carapace de la femelle paratype 1,761 mm et l'abdomen 1,988 mm.

## Systématique et taxinomie
Cette espèce a été décrite par Wang et Zhang en 2023.

## Publication originale
- Wang & Zhang, 2023 : « On fourteen species of Euochin Prószyński, 2018 from China (Araneae: Salticidae: Euophryini). » Zootaxa, no 5297(3), p. 337-379.